# Milutinskaja
Milutinskaja (ros. Милютинская) – stanica w Rosji, w obwodzie rostowskim, ośrodek administracyjny rejonu milutińskiego. W 2010 liczyła 2518 mieszkańców.